# Gragnano Trebbiense
Gragnano Trebbiense ist eine norditalienische Gemeinde (comune) mit 4549 Einwohnern (2022) in der Provinz Piacenza in der Emilia-Romagna. Die Gemeinde liegt etwa 11 Kilometer westsüdwestlich von Piacenza im Val Trebbia. Westlich begrenzt der Tidone, östlich die Trebbia das Gemeindegebiet. 218 vor Christus fand hier die Schlacht an der Trebbia statt.